# Афон
Афо́н або А́тос (грец. Άθως), також має назву Свята Гора (грец. Άγιον Όρος, трансліт. А́йон О́рос, болг. Света Гора, мак. Света Гора) — гора та найбільший у світі осередок православного чернецтва на півострові Айон-Орос, в області Центральна Македонія, на північно-східному узбережжі Греції, між затоками Айон-Орос (Сінгітікос) та Ієрісос (Акантіос) Егейського моря.
У системі адміністративних районів Греції має назву Автономна чернеча держава Святої Гори (грец. Αυτόνομη Μοναστική Πολιτεία Αγίου Όρους — Афто́номі Монастікі́ Політі́я Агі́у О́рус) — автономна монастирська держава в Греції, на східному виступі Халкідонського півострова — Айон-Орос — в Егейському морі, найвища точка рельєфу якої — гора Афон висотою 2033 м над рівнем моря.
Адміністративний центр автономії — місто Каріес.
Афон складає спільноту із 20 православних монастирів під прямою юрисдикцією Константинопольського патріархату (з 1312 року).

## Географія та клімат
Афонський півострів є крайнім східним краєм півострова Халкідікі. Його протяжність із північного заходу на південний схід — близько 60 км, ширина — від 7 до 19 км, площа — 335,637 км.
Рельєф півострова поступово підвищується на південний схід і переходить у скелястий гірський ланцюг, що закінчується мармуровою пірамідою гори Афон (висота 2033 м). У місці, де низинний перешийок переходить у горбисту рівнину, що має назву Мегалі-Вігла (грец. Μεγάλη Βίγλα — дослівно «Велика стража»), розташоване місто Уранополіс (грец. Οὐρανόπολις); на схід від нього з 20-х років XX століття проходить адміністративний кордон Святої Гори (раніше вона проходила на північний захід, по «перешийку Ксеркса», вузькою смугою землі шириною 2 км, яким проходить сухе русло «Ксерксового каналу»).
Затока між Афоном і півостровом, що лежить на південь, Ситонія називається Айон-Орос (грец. κόλπος Αγίου Όρους) або Сінгітікос (грец. Σιγγιτικός), затока на північ від півострова Афон — затокою Ієрі.
У морі, за кілька кілометрів на північний схід від Афона, знаходиться найбільша прірва Егейського моря, з різким перепадом глибини з 80 до 1070 метрів.
Півострів має понад 20 мисів, крайні краї на півдні — мис Пінес (Німфеон, грец. Νυμφαίον, св. Георгія, Капо-Санто), на сході — мис Акратос (Тіміос-Продромосна). У крутих скелястих берегах є всього кілька великих бухт, головною з яких є Дафні — порт Святої Гори, куди прибувають судна з материка і де знаходяться митна, поштова і поліцейська ділянки. Адміністративний центр Святої Гори — Кар'є (Каре́я) знаходиться в самому центрі Афона і з'єднаний з дорогою Дафні.
Ґрунтові шосейні дороги, прокладені переважно з середини 80-х XX століття, ведуть звідси й інші кінці півострова, автотранспорт використовується переважно перевезення вантажів.
Клімат — субтропічний (середземноморський), з м'якою дощовою зимою та спекотним літом. За винятком південного піку та прилеглих до нього скель, майже весь Афон покритий багатою рослинністю: ялиновими, каштановими, дубовими лісами, густим чагарником. На нижній частині гірських схилів багато платанів, у верхній зоні вересових пусток. Тут вирощують цитрусові, яблуні, груші, черешню, волоські горіхи, насаджені виноградники та плантації оливкових дерев. Сніг випадає рідко та тримається недовго. Джерелами питної води служать струмки, що стікають з гір.

## Історія

Знамено Вселенського Патріархату з гербом Палеологів, що використовується на Афоні

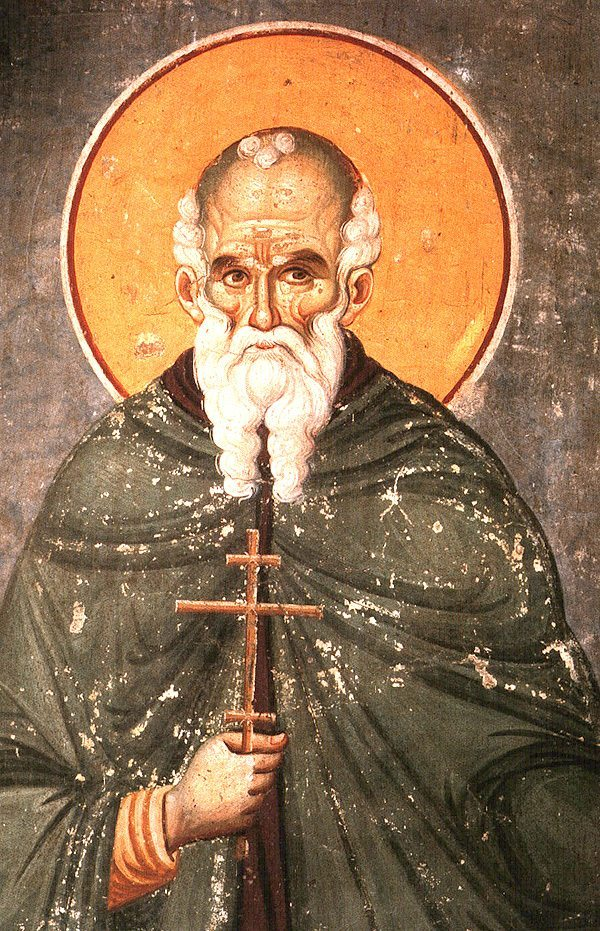
Афанасій Афонський — засновник Великої Лаври

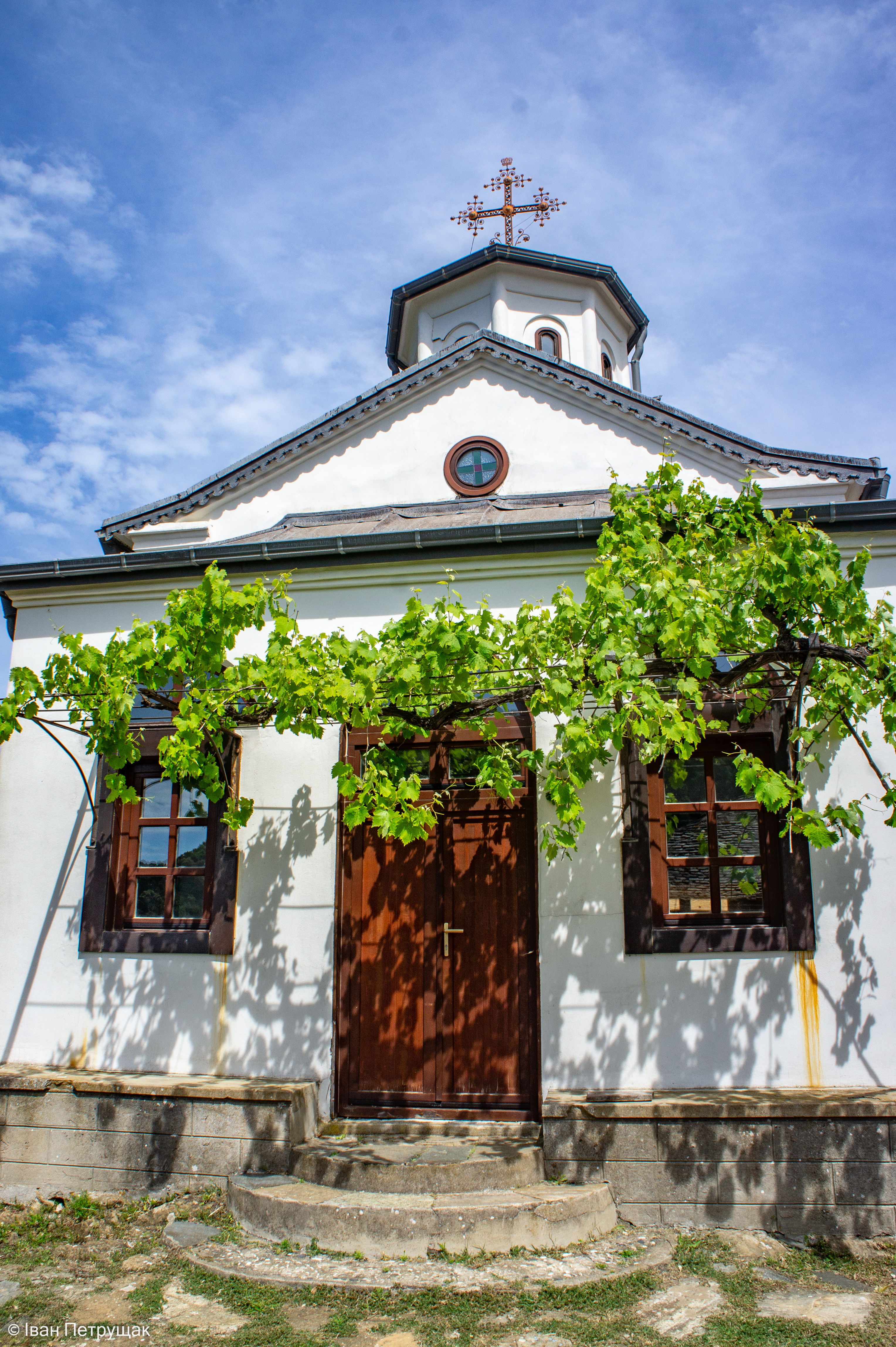
Скит на Афоні біля монастиря Зограф

Візантійський імператор Костянтин Погонат (правив в 668—685) віддав півострів Айон-Орос у виключне володіння монахів (ченців). У VIII столітті грецькі самітники (анахорети) створили на Афоні (іон. дав.-гр. Ἄθων) так звану чернечу республіку. Перший монастир — Монастир Велика Лавра — на Афоні заснований в 962–963 роках грецьким ченцем Афанасієм. Згодом на Афоні виникло до 20 укріплених чоловічих монастирів, і він став відігравати роль великого релігійного центру православної церкви.
Перший руський монастир — Пантелеймонів монастир — закладений на Афоні 1080 року за візантійського імператора Олексія I Комніна. Україна мала з Афоном тісні релігійно-культурні зв'язки. З України на Афоні перебували Антоній Печерський, Паїсій Величковський та Іван Вишенський.
Нині Афон — релігійний, науковий і туристичний центр. Управління здійснюють представники монастирів — свята община.
У монастирях Афона зберігається приблизно 10 тисяч грецьких, слов'янських, грузинських та арабських рукописів, цінні мистецькі твори (починаючи з IX століття). Ці збірки досі мало досліджені науковцями.
Жінкам доступ на Афон заборонено.

## Український слід

### Київська Русь
Тісні й плідні відносини Київської Русі з Афоном склалися від часів рівноапостольного князя Володимира. Так, у монастирі Есфігмен наприкінці Х ст. був пострижений у ченці майбутній великий преподобний Антоній — засновник Києво-Печерського монастиря та родоначальник усього руського чернецтва. Його духовним наставником був ігумен Есфігменового монастиря Феоктист, відомий на той час церковний діяч. Печерський патерик свідчить, що Антоній на Афоні був двічі, де тривалий час був іноком. 1013 року Антоній з благословення ігумена Феоктиста повернувся на батьківщину й оселився в Києві. Преподобний Антоній упорядкував чернече життя за зразком, взятим з Афона, і впровадив ті самі правила в засновану ним Київську обитель.
У Печерському патерику є розповіді про життя святого Аммона Затворника. «Преподобний Аммон, за благословенням ігумена, подорожував до Святої Афонської Гори, наслідуючи життя великих отців».

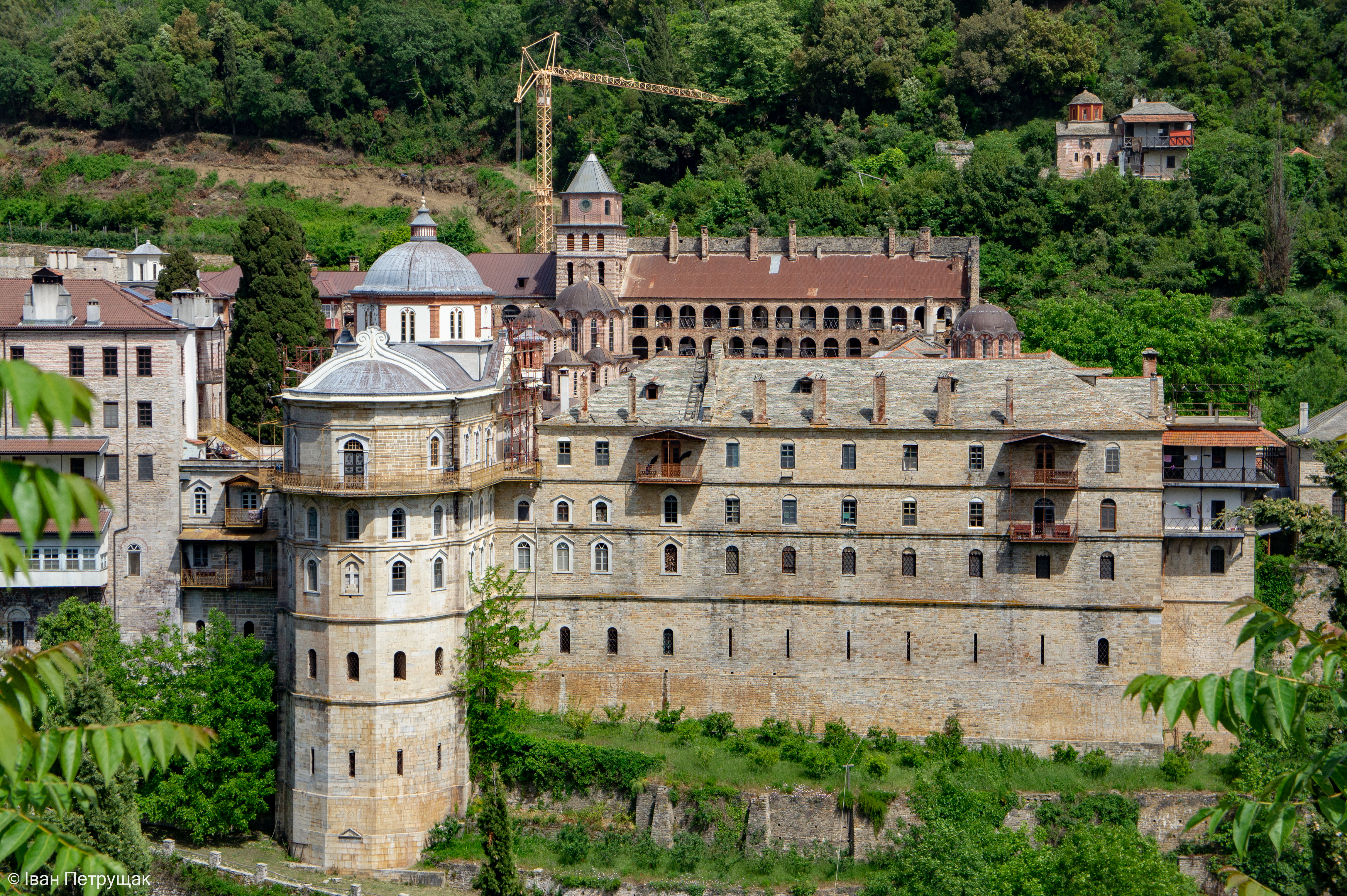
Зографу - вид з далеку

Перший Руський монастир на Афоні був також заснований за часів князя Володимира та названий на честь Богородиці Ксилургу. Ним ченці Київської Русі володіли до 1169. До того часу кількість руських мешканців Афона так зросла, що вони звернулись через свого ігумена Лаврентія до Священного Кіноту Святої Гори з проханням надати їм один з Великих афонських монастирів.
Прохання руських ченців було задоволено, їм передали древню обитель святого Пантелеймона, відому потім під назвами «монастир руських», «кіновій Каллімахідів» або просто «Русик» («Руський»). Також у їхньому володінні був залишений і монастир Ксилургу, але як приписний. Та цей монастир швидко втратив свій український характер. З плином часу він став російсько-українським, а згодом і зовсім російським. У наш час[коли?] на Афоні, в Русику, в Свято-Пантелеймонівському монастирі, який перебуває у віданні РПЦ Московського патріархату, мешкає більша частина ченців, що є українцями. Ігуменом монастиря є росіянин за походженням, архімандрит Євлогий (Іванов). За даними Бі-Бі-Сі, з 2005 року російські бізнесмени витратили більше 200 мільйонів доларів на збереження Пантелеймонового монастиря, відновлення доріг, будівництво каплиць, реконструкцію пошкоджених будівель. 
Другий монастир на Афоні, де жили українці, був Ставроникита (Никитин Хрест). Заснування цього монастиря припадає на 680 рік за часу царя Костянтина Погоната. Пізніше монастир спорожнів і був занедбаний, але відновлений у XVI ст. патріархом Єремією, який підтримував добрі стосунки з Костянтином Острозьким. Останній не раз надавав кошти монастирям Святої Гори і тому, на його прохання, до цього монастиря приймали українців.

### Козацькі та пізніші часи
На Афонській горі тривалий час жив Іван Вишенський (кінець XVI — початок XVII століть).
У XVIII ст. знову було звернено особливу увагу на Афон, як на спокійне місце життя і чернечого подвигу. І на землях Пантократового монастиря постає суто український Скит святого пророка Іллі, або так званий Іллінський козацький чи запорізький. Цей скит заснований ієромонахом Паїсієм Величковським (1722–1794), уродженцем Полтави. До Паїсія почали сходитися ченці, переважно українці, а й частково молдавани. На Афон потроху стали прибували емігранти, козаки з колишньої армії гетьмана Мазепи, бажаючи в молитві й подвигу дожити свого віку. Невдовзі Паїсій змушений був просити в Пантократового монастиря просторішого приміщення, — і йому віддали порожню келію св. пророка Іллі. Це було в 1746, і відтоді на Афоні постав Іллінський козацький український скит. Тут великий старець Паїсій переклав з грецької «Добротолюбіє» та твори засновників християнської аскези.
У 1747 році колишній бунчуковий товариш Григорій Голубенко заснував на Афоні скит Чорний Вир.
У так званих «формулярах» багатьох афонських обителей, що подають відомості про кожного монастирського поселенця у XVI–XVII ст., є згадки про ченців, поряд з чиїми іменами та прізвищами стоїть і слово «козак». Такі самі написи можна бачити на черепах у поховальних кістницях монастирів.
Коли йдеться про афонське чернецтво XIX–XX ст., звертає увагу кількісна характеристика: у 1913 сумарна кількість ченців українців і росіян становила 4800 осіб, які жили в Пантелеймонівському монастирі, Андріївському й Ілінському скитах, а також у 82 келійних обителях. Кількість ченців-греків становила на той час 3600 осіб. Це при тому, що до 1830 на Афоні не залишилося жодного українського ченця.

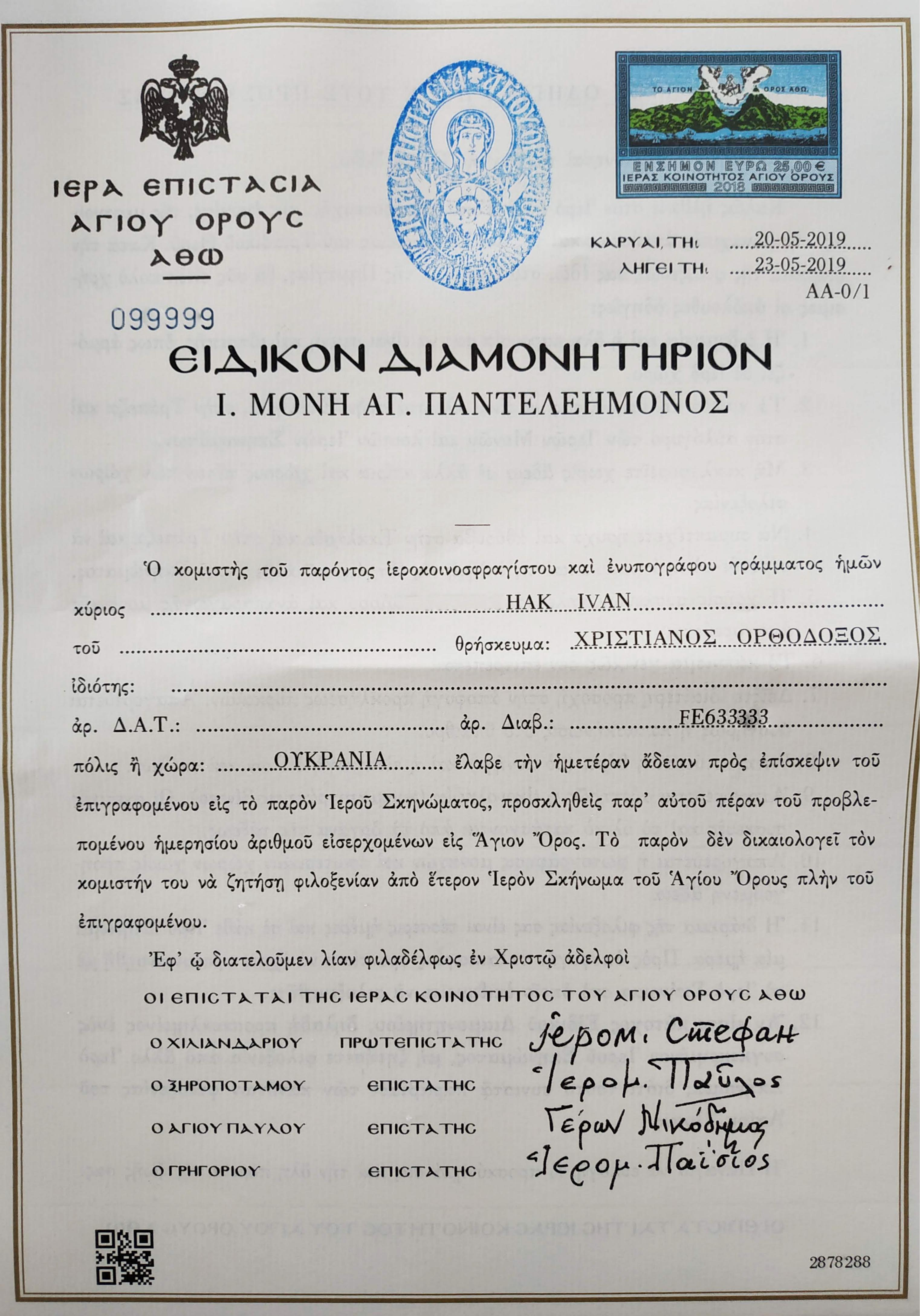
Діамонітіріон — дозвіл на в'їзд на Афон. 2019 рік.

Того ж 1913 року, за деякими відомостями, у середовищі українських і російських ченців Афона мало місце протистояння на національному ґрунті.

## Відвідування монастирів

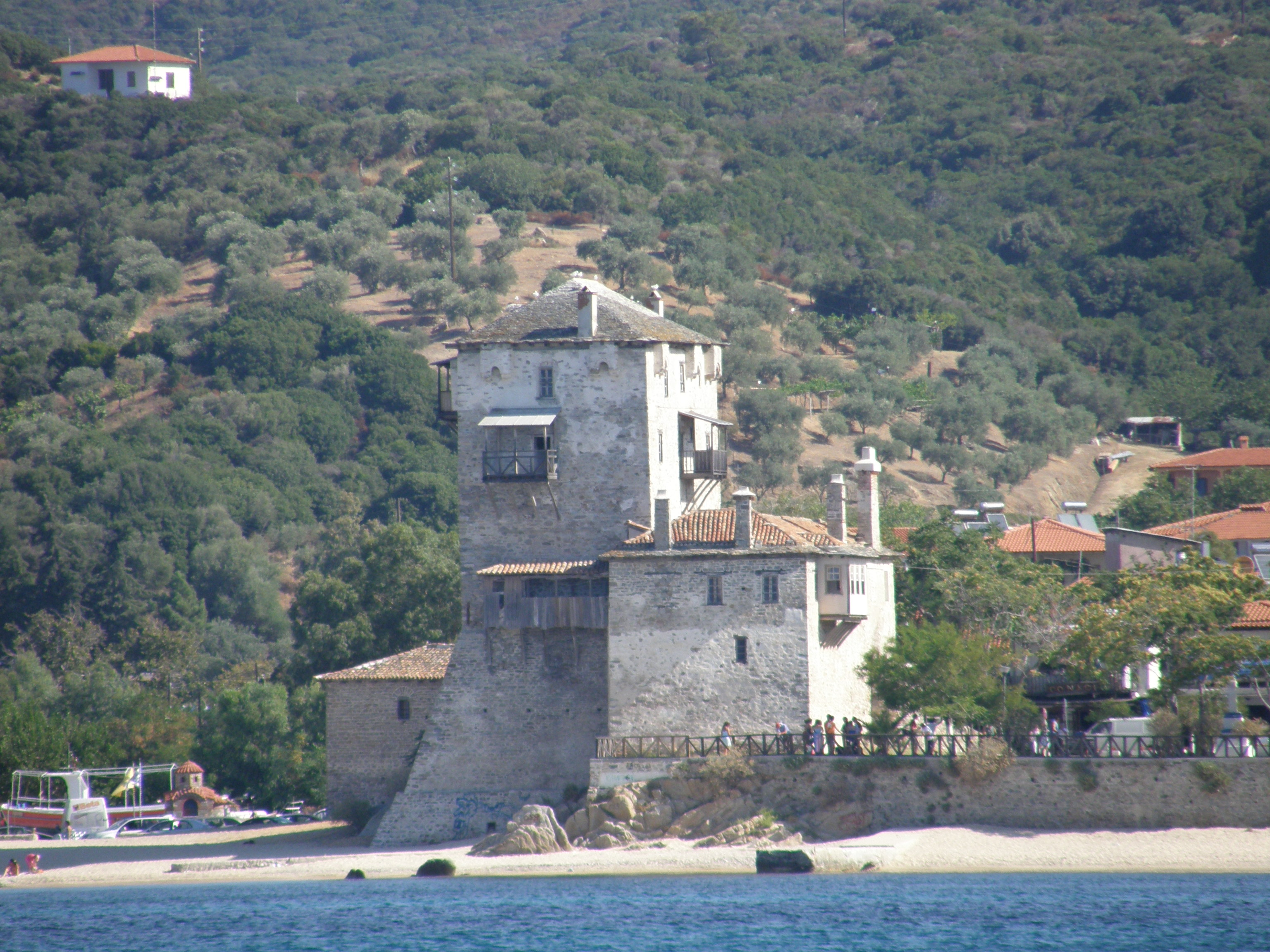
Причал в Урануполі

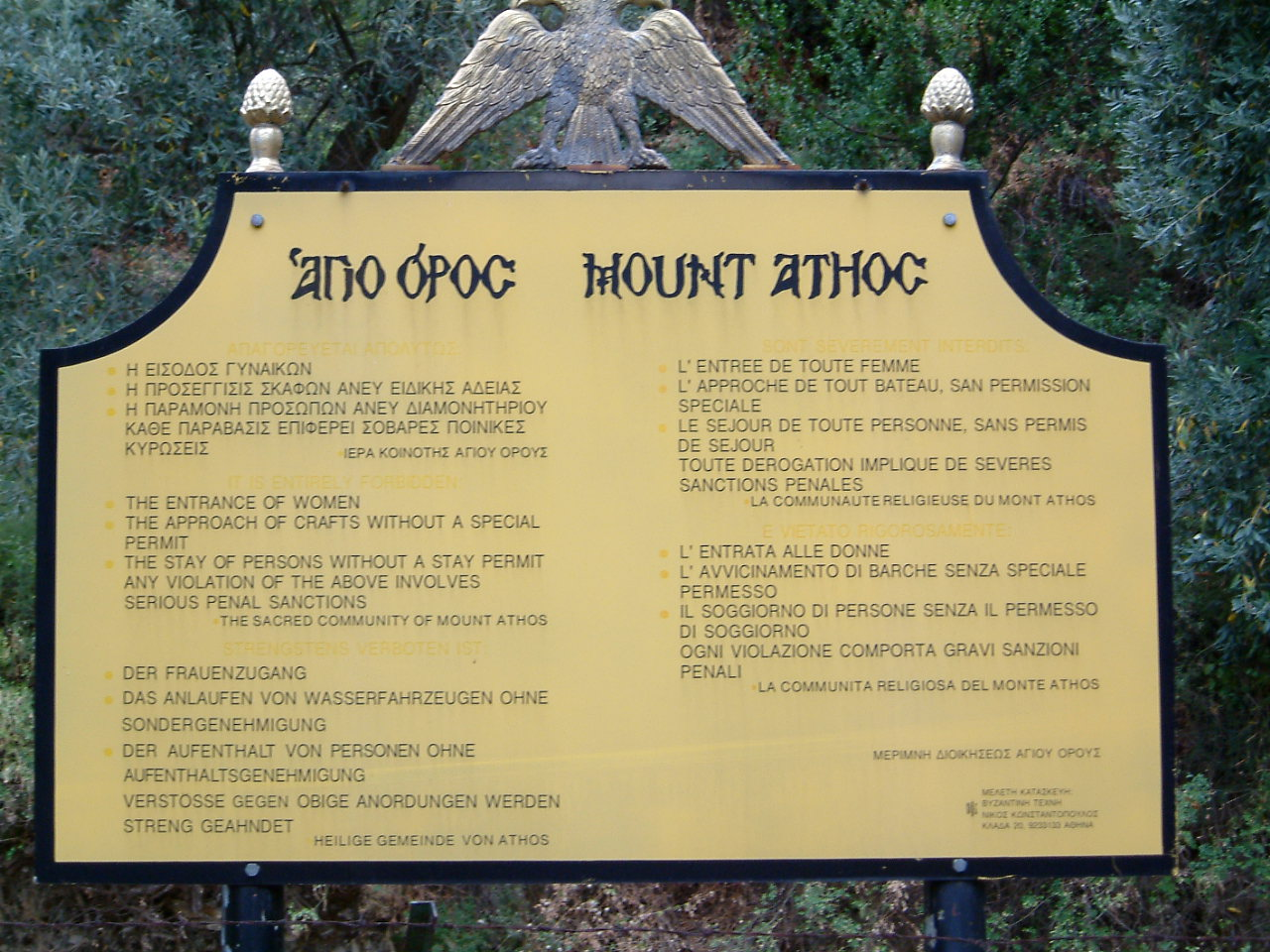
Знак із переліком заборон на кордоні Афона у Франгокастро

Відвідувати Святу гору дозволяється, відповідно до уставу монастирської держави (типікон), тільки чоловікам. Жінкам заборонено навіть наближатись до узбережжя. Від відвідувачів, громадян Греції, вимагається дозвіл — діамонітіріон — що видається Кабінетом з обслуговування прочан у місті Салоніки або подібним же кабінетом у місті Урануполі. Щоденно видаються дозволи лише для 120 осіб.
Іноземні громадяни повинні мати при собі дозвіл Міністерства Македонії та Фракії (також у місті Салоніки). У випадку перебування на Святій горі більш як місяць також необхідна довідка Відділу у справах іноземних громадян.
Усім прочанам ченці пропонують безкоштовне харчування у просторих монастирських трапезних та прихисток у спеціальних келіях. Також усім прочанам дозволяється перебувати у храмах під час богослужінь та оглядати реліквії, що нині зберігаються в кожному монастирі. Прочанам раджено заздалегідь зателефонувати до відповідного монастиря й повідомити про своє прибуття.

## Транспортне сполучення
З Салонік можна доїхати від станції компанії КТЕЛ (грец. Κοινά Ταμεία Εισπράξεων Λεωφορείων) до Урануполі щоденним рейсовим автобусом. Станом на 1 липня 2010 року ціна квитка становила 11,40 євро (ціна студентського квитка — 8,60 євро). З Урануполі щоденно курсує два водних таксі та одна баржа. Ціна квитка на баржу 1 липня 2010 року становила приблизно 6 євро. Між Урануполі, та головним портом Афона — Дафні баржа зупиняється на причалах Ігуменіци, Зографу, Констамоніта, Дохіара, Ксенофонта, св. Пантелеймона.
Від причалу Дафні можна доїхати автобусом до столиці Афона — міста Кар'єса. З Кар'єсу, курсують маршрутні таксі до монастирів Афона. Ціна таксі залежить від кількості пасажирів. Станом на 1 липня 2010 року вартість маршрутного таксі становила 40 євро за весь автобус (при заповненні транспорту на 10 осіб — ціна на поїздку одного пасажира становила 4 євро). Окрім цього, охочі відвідати Афон можуть розпочати свою подорож від Ієріссос та Неа-Рода.

## Чинні монастирі
У дужках вказана кількість ченців, грецька назва та домінуюча нація (якщо нація не вказана, то монастир грецький). Порядковий номер відповідає місцю монастиря в ієрархії святогірських монастирів.
1. Монастир Велика Лавра (64) (Μεγίστη Λαύρα)
2. Монастир Ватопед (163) (Βατοπέδι or Βατοπαίδι)
3. Монастир Івірон (71) (Ιβήρων; ივერთა მონასტერი) (грузинський)
4. Монастир Хіландар (92) (Χιλανδαρίο)(сербський)
5. Монастир Діонісія (71) (Διονυσίου)
6. Монастир Кутлумуш (86) (Κουτλουμούσι)
7. Монастир Пантократор (25) (Παντοκράτορος)
8. Монастир Ксиропотаму (25) (Ξηροποτάμου)
9. Монастир Зографу (48) (Ζωγράφου)(болгарський)
10. Монастир Дохіар (3) (Δοχειαρίου)
11. Монастир Каракал (60) (Καρακάλλου)
12. Монастир Філофей (57) (Φιλοθέου)
13. Монастир Симонопетра (94) (Σίμωνος Πέτρα or Σιμωνόπετρα)
14. Монастир святого Павла (112) (Αγίου Παύλου)
15. Монастир Ставронікіта (42) (Σταυρονικήτα)
16. Монастир Ксенофонт (123) (Ξενοφώντος)
17. Монастир Григорія (107) (Οσίου Γρηγορίου)
18. Монастир Есфігмен (121) (Εσφιγμένου)
19. Монастир Пантелеймона (88) (Αγίου Παντελεήμονος або Ρωσικό) (російський)[8]
20. Монастир Констамоніт (44) (Κωνσταμονίτου)

## Скити
Крім монастирів на Афоні переважно у складі монастирських подвір'їв діють менші обителі — переважно ідіоритмні — 15 скитів:
| - Скит Діви Марії, або Новий Скит - Скит святої Анни - Малий скит святої Анни - Скит Святої Тройці - Скит святого Іоанна Предтечі - Скит святого Димитрія - Скит святого Андрія | - Скит монастиря Івірон - Скит святого Пантелеймона - Скит святого Димитрія, або Лаккоскит - Скит Благовіщеня Пресвятої Богородиці - Скит Богородиця - Скит пророка Іллі — так званий «малоросійський» скит - Катунакі і Карулі |